# Hvar - šume kod Starigrada
Hvar - šume kod Starigrada este o arie protejată (sit de importanță comunitară — SCI) din Croația întinsă pe o suprafață de 1.135,19 ha, integral pe uscat.

## Localizare
Centrul sitului Hvar - šume kod Starigrada este situat la coordonatele 43°12′16″N 16°37′10″E / 43.204463°N 16.619474°E.

## Înființare
Situl Hvar - šume kod Starigrada a fost declarat sit de importanță comunitară în iulie 2013 pentru a proteja un număr necunoscut de specii din flora spontană și fauna sălbatică aflate în arealul zonei.

## Biodiversitate
Situată în ecoregiunea mediteraneană, aria protejată conține 1 habitat natural: Păduri de Quercus ilex și Quercus rotundifolia.
La baza desemnării sitului se află un număr nedeclarat de specii protejate.
Pe lângă speciile protejate, pe teritoriul sitului au mai fost identificate 3 specii de plante.